# Смолино (Нижегородская область)
Смо́лино — рабочий посёлок (посёлок городского типа) в Володарском районе Нижегородской области России.
Входит в Володарский район, в составе которого представляет собой административно-территориальное образование (рабочий посёлок) и одноимённое муниципальное образование рабочий посёлок Смолино со статусом городского поселения как единственный его населённый пункт.
Население — 2387 чел. (2021).
Расположен в 362 км к востоку от Москвы, в 57 км к западу от Нижнего Новгорода, в 11 км к северо-западу от районного центра — города Володарска (ст. Сейма), на автодороге М7 «Волга» Москва — Уфа.
Статус посёлка городского типа с 1958 года.
Приравнен к закрытым военным городкам. Действует пропускная система на въезд. По распоряжению Правительства РФ от 15.09.2009 г. № 1330-р. посёлок получил статус открытого.

## География
Посёлок расположен на территории в 2 км2. Простирается с севера на юг на 1,5 км, с востока на запад — на 2 км. 40 % территории занято жилыми кварталами, около 30 % — садовыми участками и огородами, порядка 30 % — объектами жилой и войсковой инфраструктуры. В западной части посёлка расположен солдатский городок, состоящий из двух помещений: казарма и столовая. Вблизи городка, на песчаном возвышении расположена «высота-105», ранее здесь работала площадка взлёта-посадки военно-транспортных вертолётов, военные склады и ряд других сооружений военной инфраструктуры. Объекты военного назначения занимают также и северную часть посёлка. В восточной части посёлка расположены, в основном, частные жилые дома, а южная часть состоит преимущественно из садовых участков и огородов. Центральную часть занимают многоквартирные жилые дома.

## Население
| 1959  | 1970  | 1979  | 1989  | 1999  | 2002  | 2008  | 2009  | 2010  |
| ----- | ----- | ----- | ----- | ----- | ----- | ----- | ----- | ----- |
| 1167  | ↗5850 | ↗6087 | ↗8098 | ↘3060 | ↘2911 | ↘2516 | ↘2460 | ↗2742 |
| 2011  | 2012  | 2013  | 2014  | 2015  | 2016  | 2017  | 2018  | 2019  |
| ↗2745 | ↘2718 | ↘2617 | ↘2509 | ↗2513 | ↗2546 | ↘2506 | ↘2481 | ↘2473 |
| 2020  | 2021  |       |       |       |       |       |       |       |
| ↘2422 | ↘2387 |       |       |       |       |       |       |       |

## Топонимика
В посёлке имеется 1 площадь, 6 улиц, 1 переулок и 1 проезд, зоны частной (жилой) и дачной застройки. В.т.ч.
- 1-е мая, улица (1,2 км)
- Ленина, улица (600 м)
- Энтузиастов, улица (300 м)
- Советская, улица
- Лесная, улица
- Бубнова, улица
- Детский, переулок
- Клубный (Парковый) проезд (на ряде карт продолжение ул. Ленина)
- Ленина, площадь (без адресантов)

## Инфраструктура
На территории посёлка имеется орган местного самоуправления — Смолинская поселковая администрация. Расположена в здании бывшей средней школы на ул. 1-е мая. Действует средняя общеобразовательная школа № 46,молодёжно - досуговый центр, музыкальная школа, художественный кружок, детский сад,муниципальная  библиотека, медсанчасть, гостиница, музей природы, логистический комплекс, пилорама, штаб испытательного полигона и ряд приписанных к части объектов военной инфраструктуры (гарнизонный офицерский клуб, кафе-столовая «Брусничка», военная комендатура (до 1997 г), гараж в/ч, ТП (бывш. котельная НИЧ), промышленная база и др.

## Транспорт
Смолино не имеет железнодорожной станции. До ближайшего железнодорожного остановочного пункта (ст. Сейма) — 11,5 км (если двигаться по дороге с твёрдым покрытием). Есть также альтернативный путь до остановочной платформы Горбатовка (д. Щелканово), по протяжённости путь составляет 7 км, однако движение по нему затруднено плохим состоянием дороги, пролегающей через лесной массив. Ближайший остановочный пункт поездов дальнего следования — станция Ильино (15 км) и Дзержинск (33 км). Смолино имеет прямое автобусное сообщение с г. Нижний Новгород, г. Дзержинск, г. Володарск, п. Мулино, п. Новосмолинский, п. Ильиногорск, с. Старково, с. Золино, с. Талашманово. До закрытия автостанции, КП Смолино являлся постоянно действующей остановкой для междугородных регулярных рейсов и региональных пригородных маршрутов:
А112 Смолино — Дзержинск
А116 Мулино — Дзержинск
А117 ст. Ильино — ст. Сейма
МТ119 ст. Сейма — Мячково
МТ301 Нижний Новгород — Мулино
МТ302 Дзержинск — Мулино
МА502 Нижний Новгород — Владимир
МА519 Нижний Новгород — Муром
МА540 Гороховец — Дзержинск
МА705 Дзержинск — Фролищи
МА915 Москва — Нижний Новгород
МА916 Москва — Дзержинск
МА917 Москва — Нижний Новгород — Павлово
МА945 Нижний Новгород — Кострома
Сегодня часть пригородных муниципальных рейсов переданы региональными властями в частные руки, некоторые рейсы (А112, А540) не используются, междугородные рейсы практически никогда не делают остановок у КП Смолино.

## Экономика
В посёлке отсутствуют производства, значительная часть населения являются членами семей военнослужащих либо гражданским персоналом войсковой части, до трети населения заняты натуральным хозяйством, незначительная часть населения посёлка занята в сфере образования, торговли и мелких услуг, ряд жителей имеют работу за пределами посёлка. Наибольшей популярностью у смолинцев пользуются г. Нижний Новгород, г. Дзержинск, г. Володарск (ПФ Сеймовская) и п. Ильиногорск (МК Ильиногорский).

## Образование
В п. Смолино действует Смолинская средняя общеобразовательная школа № 46 с 9- и 11-летней формой обучения. Здание школы является самым новым в посёлке и единственным «зданием XXI века», строение было введено в эксплуатацию в 2001 году, первоначально ввод школы планировали на 1994 год, однако, из-за отсутствия финансирования, строительные работы неоднократно прекращались. Молодёжно - досуговый центр, муниципальная библиотека и  музыкальная школа расположена в старой школе ул. 1 Мая.

## Здравоохранение
Во 80-е и 90-е годы XX века в посёлке действовала медсанчасть при в/ч 21374, которая обслуживала и гражданское население. Медсанчасть имела в штате врачей широкого профиля (терапевты, педиатры), узких специалистов (хирург, офтальмолог, гинеколог, уролог, ЛОР-врач, мануальный терапевт, стоматолог), а также собственную гематологическую лабораторию, физиокабинет и блок лечебных и профилактических спецпроцедур, которые, к слову, отсутствовали в арсеналах поликлиник многих крупных городов: например, электросон или подводный душ. В 2000-е годы число постоянно принимающих население врачей неуклонно сокращалось, в 10-х годах медсанчасть фактически перестала функционировать как полноценное учреждение, однако, ряд специалистов всё же проводят приём населения в определённые часы.

## Жилой фонд
Жилая застройка в п. Смолино представлена кирпичными, панельными и деревянными жилыми домами. Максимальная этажность — 5 этажей. Всего насчитывается 28 многоквартирных жилых домов, 1 общежитие, несколько десятков деревянных жилых строений, более 200 дачных и хозяйственных построек. Самый старый дом (ул. 1-е мая, 11) возведён из деревянного бруса в 1943 году, известен как первый дом полигона, в разное время звучали идеи придать этому объекту статус сооружения-памятника, однако идеи успехом не увенчались и в 2005 году дом был расселён, уже тогда строение являлось аварийным, кроме того, жители часто жаловались на плохое санитарное состояние дома, скверный запах из уборных и наличие большого количества бытовых вредителей. В настоящее время объект законсервирован, но не снесён (дом был снесён в мае 2017 года). Самый новый жилой дом в посёлке (ул. 1-е мая, 10) построен в 1995 г и изначально был населён преимущественно семьями военнослужащих в/ч 21374, отличительной его особенностью являются квартиры абсолютно одинаковой планировки. Самый густонаселённый дом расположен по адресу ул. Ленина, 12. Дом, называемый в народе «муравейник», имеет 5 этажей, в длину превышает 100 м, состоит из 8 подъездов, насчитывает 129 квартир, в нём проживает свыше 10 % населения посёлка. Общее число домохозяйств достигает почти 1000 единиц, в которых проживают свыше 2500 человек.

## Связь
В посёлке имеется собственная АТС с 4-значными номерами. Вплоть до конца 90-х годов XX века связь в посёлке осуществлялась только через коммутатор войскового назначения имевший позывной «Пучок», выход на коммутатор, расположенный в г. Дзержинске был возможен по коду 8313, далее 6-значный номер в Дзержинске и затем — заказ разговора с абонентом в ручном режиме. Обратный разговор (исходящий звонок из Смолино) был возможен только по талону. С начала 00-х годов развивается сотовая связь, до 2002 года качество беспроводной связи было низким, но с появлением базовой станции у западной границы посёлка, качество сигнала улучшилось. Сегодня в посёлке уверенный приём сигнала есть у всех операторов связи, кроме Теле 2. В конце 00-х годов появляется АТС с автоматической связью. Часть смолинцев обзаводится 5-значными номерами с возможностью звонить по междугородным и международным направления в авторежиме.

## Торговля
Розничная торговля представлена в посёлке в основном магазинами формата мини-маркет «Гулливер», «Кормилец», «Снежинка», «Тихий», «Визит», рядом торговых точек «Продукты», а также мини-рынком и рядом временно действующих (в.т.ч сезонных) торговых точек. Капитальное 2-этажное здание на главной площади (бывший военторг) пустует с 1995 года (мелкий магазин занимает лишь незначительную часть здания в правом крыле). Предпринимательское сообщество периодически дискутирует на тему возможности открытия в здании торговой точки в формате универсам или супермаркет, однако убедительных экономических предпосылок этому не находит. Кроме того, здание находится в аварийном состоянии и без проведения соответствующих экспертиз объём требуемых вложений оценить не представляется возможным. С 2017 года здание стоит на площади без стёкол, осенью стало известно, что здание бывшего военторга частично готов занять один из крупных ретейлеров - X5 Retail group (единственным подходящим брендом для посёлка такого типа у X5 RG может являться "Пятёрочка" в формате "универсам" на 3 кассы), однако, по словам местных жителей, предпринимательское сообщество пролоббировало в поселковой администрации отказ крупному игроку в предоставлении площади. Интересным фактом является то, что здание бывшего летнего кафе в поселковом парке также пустовало порядка 10 лет, однако в начале 00-х годов один из предпринимателей всё же организовал в этом здании магазин совмещённой торговли продукты-промтовары («Снежинка»). В целом, потенциал спроса в п. Смолино серьёзно ограничен небольшими доходами населения и отрицательной демографической динамикой с 1990 года.

## Спорт
На территории посёлка имеется стадион с футбольным полем, хоккейной коробкой, баскетбольным «паркетом», волейбольной площадкой, зоной турников, спортбазой с тяжелоатлетическим залом. На территории стадиона есть искусственное озеро. Стадион используется местной школой и гражданами. В здании школы имеется собственный спортзал, в составе войсковой части также есть отдельный спортивный зал, самый крупный в посёлке по площади. Ряд объектов спортивной инфраструктуры посёлка находится в упадке.

## Рекреационные зоны
Посёлок окружён берёзовым лесом с северо-запада и юга, сосновым лесом — с юго-запада. К северу и юго-востоку от посёлка местность местами болотистая. В черте посёлка имеется искусственное озеро, прилегающее к сосновому лесу на стадионе в границах ул. 1-е мая, Ленина и пер. Детский. Вблизи гаража войсковой части имеется озеро зем-снаряд, а в границах дома № 10 по ул. 1-е мая есть гаражный водоём с небольшой озеленённой зоной отдыха. В непосредственной близости от посёлка имеются озёра Ременское (2 км к востоку), Смердячье (2 км к югу) и Золинское (5 км к западу).